# المعلوماتية بعد الإنترنت (كتاب)
المعلوماتية بعد الإنترنت كتاب لمؤسس شركة مايكروسوفت بيل غيتس صدر عام 1995 وتم ترجمته عام 1998 من عبد السلام رضوان ضمن سلسلة عالم المعرفة الصادرة في الكويت.

## المحتوى
الكتاب مكتوب بحدس تنبؤي بما ستؤول إليه صناعة الكمبيوتر وتطبيقاتها من جانب وما سينتج عنه بعد ثورة الانترنت من تغيير شامل في حياة الإنسان من جانب آخر، وهو لا يتكلم عن المستقبل البعيد بل المستقبل المرئي الذي يحدده باستمرار بعقد إلى عقدين من الزمان. ولأنه كتبه بعد تجربة ناجحة في صناعة البرمجيات امتدت عبر عشرين سنة مرت فيها صناعة الكمبيوتر بطفرات عديدة فإن كتابته سواء عن الجانب التقني من هذه الصناعة أو الجانب الإداري للشركات العاملة في هذا القطاع أثبت أنه غاية في الأهمية. ويتحدث عن الإشكاليات المقلقة جراء التطورات في مجال تقنية المعلومات، حيث يؤكد على أنه سيجلب بعض الاختلالات في قطاعات التجارة والأعمال، كما أنه سيغير من طبيعة العلاقات بين الأمم، من أنه سيثير القلق حول الخصوصية الفردية والسرية التجارية والأمن القومي للحكومات.

## فصول الكتاب
- الفصل 1: ثورة تبدا
- الفصل 2: بداية عصر المعلومات
- الفصل 3: دروس في صناعة الكمبيوتر
- الفصل 4: تطبيقات وادوات
- الفصل 5: مسارات إلى طريق المعلومات السريع
- الفصل 6: ثورة المحتوى
- الفصل 7: نتائج مترتبة في مجال التجارة والاعمال
- الفصل 8: راسمالية متحررة من الاحتكاك
- الفصل 9: التعليم، الاستثمار الأفضل
- الفصل 10: موصِّل مباشرة من داخل المنزل
- الفصل 11: سباق من أجل الذهب
- الفصل 12: قضايا اشكالية
- كلمة اخيرة

## اقتباسات
- «أي شخص يتوقع سيرته الذاتية أو أطروحة حول ما يشبه أن يكون محظوظًا كما كنت سأصاب به سيصاب بخيبة أمل.» (صفحة xiii)
- «الاختراق الرياضي الواضح سيكون تطوير طريقة سهلة لمعالجة أعداد أولية كبيرة.» صفحة 265)
- «أجهزة الكمبيوتر رائعة لأنك عندما تعمل بها تحصل على نتائج فورية تتيح لك معرفة ما إذا كان برنامجك يعمل أم لا. إنها تعليقات لا تحصل عليها من أشياء أخرى كثيرة.»
- «سنجد أنفسنا في عالم جديد من الاحتكاك، الرأسمالية العامة، حيث ستكون معلومات السوق وفيرة وتكاليف الصفقات منخفضة. ستكون جنة المتسوق» (غيتس، 1996: 181)
- «ستعيد الشركات تصميم أنظمتها العصبية للاعتماد على الشبكات التي تصل إلى كل عضو في المنظمة وخارجها إلى عالم الموردين والاستشاريين والعملاء». (غيتس، 1996: 153)